# Шалуха
Шалуха — посёлок в составе Шальского сельского поселения Пудожского района Республики Карелия.

## Общие сведения
Расположен на берегу реки Водла. Почтовый индекс посёлка — 186164.

## Население
| 2002 | 2010 | 2013 |
| ---- | ---- | ---- |
| 5    | ↘2   | ↘1   |